# Karoline Rath-Zobernig

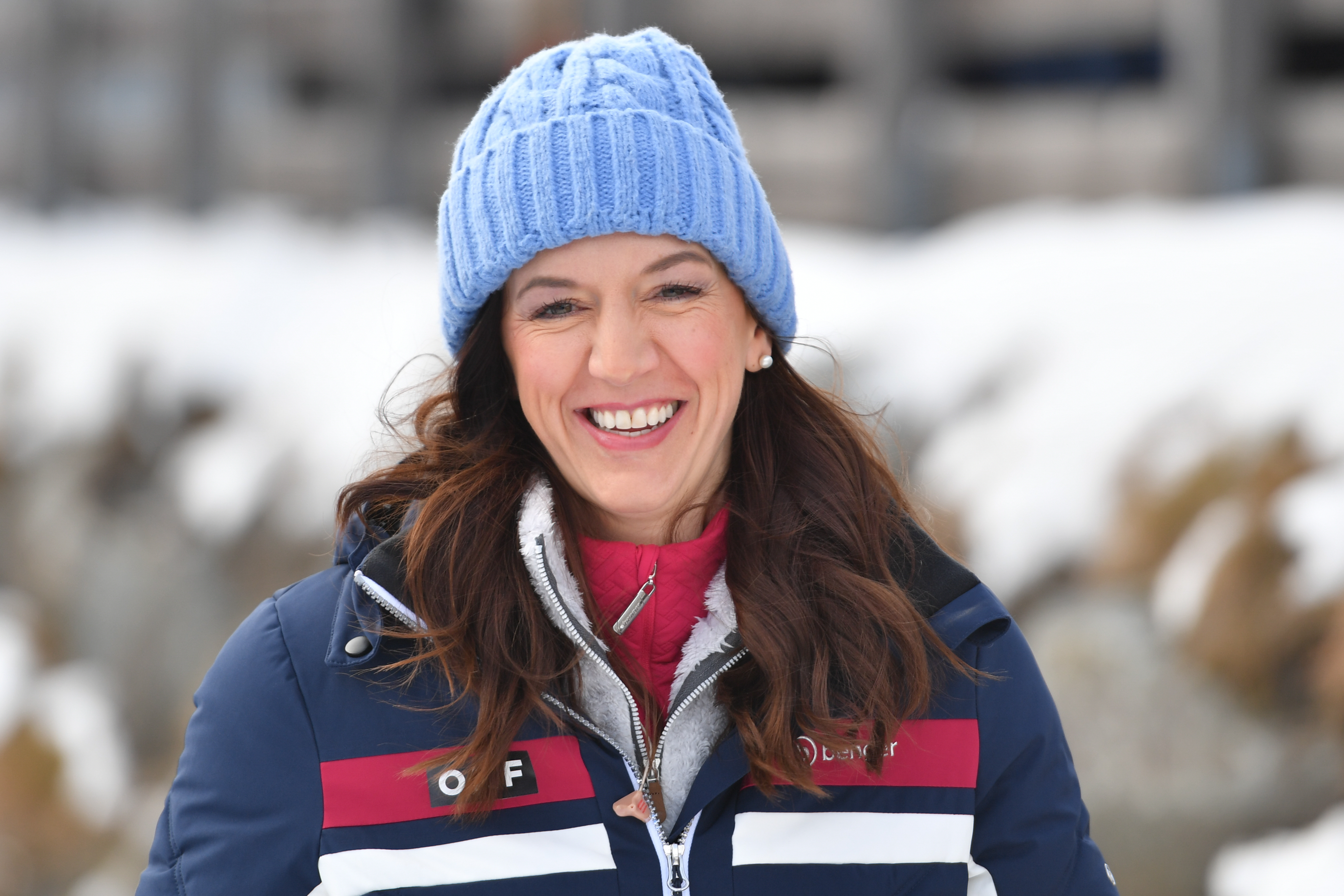
Rath-Zobernig 2023

Karoline Rath-Zobernig (* 28. Juni 1985 in Graz), vor ihrer Eheschließung Karoline Zobernig, ist eine österreichische Sportmoderatorin und -redakteurin.

## Leben und Karriere
Karoline Rath-Zobernig wurde 1985 in Graz geboren und wuchs dort auf. Von 1990 bis 2004 war sie als rhythmische Gymnastin aktiv, die Gruppe gewann 3× in Folge den Staatsmeistertitel und wurde 2003 als steirische „Mannschaft des Jahres“ ausgezeichnet. Sie war weiters Mitglied der Ästhetischen Gruppengymnastik.
Im selben Jahr maturierte Rath-Zobernig an der Graz International Bilingual School und begann das Germanistikstudium an der Karl-Franzens Universität in Graz, welches sie mit dem Bachelor abschloss; im Rahmen des Studiums absolvierte sie auch einen Auslandsaufenthalt an der Universidad de Barcelona.
Neben ihrem Studium arbeitete sie bei Radio Soundportal, dem Webradio der Universität Graz, dem Literaturhaus Graz und als Veranstaltungsmoderatorin.
2012 absolvierte sie ein Praktikum im ORF-Landesstudio Steiermark, wo sie anschließend als freie Mitarbeiterin in der Sportredaktion arbeitete und 2015 ins ORF-Zentrum nach Wien wechselte. Dort ist sie als Gestalterin und Moderatorin für Sport am Sonntag tätig. Für ihren Beitrag „Sexualisierte Gewalt im Sport“ wurde sie 2019 ausgezeichnet. Rath-Zobernig gewann als erste Frau den Sports Media Austria Gesamtpreis.
Seit 2016 ist Rath-Zobernig zudem als Interviewerin und Moderatorin bei der Vierschanzentournee, bei den nordischen Ski-Weltmeisterschaften sowie beim Beachvolleyball tätig. Seit 2021 moderiert sie auch das Studio für die Olympischen Spiele.

## Diverses
Neben ihren Fernsehauftritten arbeitet Rath-Zobernig als Eventmoderatorin, oft auch mehrsprachig: Deutsch, Englisch, Spanisch und Französisch.
Sie ist Vorstandsmitglied des Vereins „Wir Frauen im Sport“, der sich für die Vernetzung und Repräsentation von Frauen im österreichischen Sport einsetzt.